# Lojas CEM
 (janvier 2019).
Centro dos Eletrodomésticos e Móveis, populairement connu sous le nom de CEM Shops, est une entreprise de meubles et appareils électroménagers du Brésil.

## Histoire
La société a été fondée en 1952, dans la ville de Salto, par un descendant d'immigrants italiens Remígio Dalla Vecchia. Le premier magasin a ouvert le 1er juillet 1952. Au début, il s'agissait d'un petit magasin spécialisé dans la réparation et la vente de pièces, d'accessoires et de vélos, baptisé Zanni & Dalla Vecchia Bicycle House, créé avec le capital d'une indemnité reçue par l'épouse du fondateur, Nair Zanni Dalla Vecchia, qui travaillait alors dans une industrie textile,.
Bien que constituant la société, M. Remígio a continué à travailler comme employé chez Light jusqu'à sa retraite en 1968. En 1975, les enfants de Remígio développent leur activité en ouvrant un espace pour la vente d’appareils électroménagers. La société a ensuite déménagé dans un bâtiment de plus en plus grand, cherchant à répondre à la demande croissante du marché.
Avec son fondateur à la retraite, ses fils et son gendre aux commandes, la société organisa en 1976 un concours pour choisir un nom facile à diction et à mémoriser: le vainqueur était CEM Shop (abréviation de Centre des électroménagers et des meubles).
À partir de ce moment, Lojas Cem a connu une croissance rapide et a ouvert plusieurs succursales dans l’ état de São Paulo. À partir de 1989, il s’est également étendu à d’autres États, lors de l’ouverture du premier magasin à Pouso Alegre, dans le Minas Gerais.
En 1999, le réseau a atteint Barra do Piraí, le premier dans l’état de Rio de Janeiro, est entré au Paraná l’année suivante avec l’ouverture d’un magasin à São José dos Pinhais. En 2000, il inaugura son centième magasin dans la ville de São José do Rio Preto. Au cours de cette période, le réseau a élargi sa gamme de produits en vendant des micro - ordinateurs, des téléphones portables et des ustensiles de cuisine.
Au cours de la décennie 2010, le réseau de détaillants est devenu le septième plus grand du pays dans ce secteur, avec plus de 180 magasins dans les États de São Paulo, Rio de Janeiro, Minas Gerais et Paraná, employant environ 5 000 personnes. Le réseau représente 2,2 % du marché. Lojas CEM a un portefeuille de plus de 3,5 millions de clients. Environ 70 % des ventes sont réalisées avec un financement propre : 10 % en espèces et 20% par carte de crédit. Les magasins du réseau se situent sur des propriétés appartenant en propre à l'entreprise.
En 2002, l'un de ses propriétaires, Roberto Benito Júnior, a été enlevé. En 2011, il a été annoncé que l'entreprise doublerait le nombre d'employés à Salto .
En 2013, il a atteint la barre de plus de 200 magasins.
En mars 2017, il a inauguré sa filiale numéro 246 dans la ville de Lins, dans l'intérieur de l'état de São Paulo.
Le 15 décembre 2017, il a inauguré une succursale dans la ville de Frutal à l'intérieur du Minas Gerais.